# Pablo Daniel Magee
Pour les articles homonymes, voir Magee.
Pablo Daniel Magee, né le 22 avril 1985 à Paris, est un écrivain, journaliste d'investigation, conférencier, scénariste, réalisateur, dramaturge et musicien  franco-suisse.

## Biographie
Né du père artiste plasticien Patrice Stellest et d’une mère poétesse et photographe passionnée par le poète Pablo Neruda (d'où le prénom de son fils), Pablo Daniel Magee grandit à Saint-Rémy-de-Provence, dans un univers propice à l’éveil précoce de sa conscience artistique, sociale et intellectuelle. Ses parents sont proches des familles d'André Breton, de l'artiste américain Alexander Calder et du chanteur d'opéra José van Dam. S’il est également un fervent lecteur des aventures de Tintin, qui lui inspirent très tôt sa vocation de journaliste, c’est au cours de son année de terminale au lycée Mistral d’Avignon, alors qu'il fréquente la Maison Jean-Vilar et fait la rencontre de Jorge Semprún, que se joue son avenir. Subjugué par l’aura de l’écrivain survivant des Camps de concentration nazis et scénariste de Costa-Gavras, il aspire à mettre sa plume au service de la mémoire historique.
Son bac littéraire en poche, il suit une classe préparatoire aux grandes écoles en vue d’intégrer l’Institut d’études politiques de Paris, mais se détourne de ce cursus universitaire pour rejoindre le Pérou. C’est une révélation. L’auteur se sent chez lui sur ce continent. De retour en Europe, en 2005, il entre à l’Université de Greenwich où il suit un cursus multiple en philosophie, lettres modernes, cinéma et journalisme. Durant ses années londoniennes, son professeur de philosophie lui révèle avoir travaillé pour le cabinet du secrétaire d’État américain Henry Kissinger et avoir assisté à des réunions avec la CIA ayant pour sujet le coup d’État contre le président chilien Salvador Allende et le soutien des États-Unis à l’opération Condor en Amérique latine, ce qui pousse Magee à s’intéresser de près au sujet.
En 2009, ses études terminées, Pablo Daniel Magee rentre en France pour se dédier à deux autres de ses passions: la Gastronomie et le Vin. Rejoignant l'entrepreneur français David Hairion, membre distingué de la Société de géographie, il étudie alors l’histoire, les sols et les cépages des vins de Bourgogne notamment, écrivant pour divers domaines et coopératives viticoles telles que La Chablisienne avec la complicité du géographe Jean-Robert Pitte, du journaliste Jamy Gourmaud, de l'académicien Jean d'Ormesson et du chef Paul Bocuse. Il participe également activement au processus d'entrée de la gastronomie, ou cuisine française, au patrimoine culturel immatériel de l'UNESCO porté par l'historien Michel Serres. Cependant, toujours captivé par l’Amérique latine, Magee se rend au Mexique en 2010 pour assister au bicentenaire de l'indépendance du pays. À cette occasion, il interviewe l'icône de la chanson mexicaine Chavela Vargas pour la télévision. Après leur échange, ils partagent une conversation privilégiée au terme de laquelle celle-ci lui offre une lettre manuscrite par son grand amour Frida Kahlo, adressée au peintre Diego Rivera. La communion d'esprits entre Magee et Vargas marque profondément l'évolution intellectuelle du jeune écrivain.
En 2012, il prend le chemin du Paraguay où il rencontre de manière fortuite le Dr Martin Almada, défenseur des droits de l’homme et découvreur en 1992 des Archives de l’opération Condor. Au terme d’un échange épistolaire, Magee décide d’écrire un livre sur ce personnage hors du commun. En 2013, il quitte la France pour s’installer au Paraguay en vue d’une enquête au long cours qui durera huit ans, et l’emmènera aux quatre coins de la planète afin de rencontrer et d’interviewer des personnalités telles que Stéphane Hessel, Robert Badinter, Plantu, Juan-Martín Guevara (le frère du révolutionnaire Che Guevara), le Pape François, Pierre Rabhi, Jean Ziegler, Miguel Angel Estrella, ou encore Costa Gavras.
En parallèle de son enquête, Pablo Daniel Magee consacre son temps à la composition musicale, à l’écriture dramatique et à l’écriture journalistique, contribuant par ses articles, en trois langues, à des journaux internationaux tels que Forbes. Magee s'initie également au domaine de la littérature bouddhique au sein de la Harvard Divinity School, sous la supervision du professeur Charles Hallisey, spécialiste de la littérature Sinhala et du bouddhisme Theravāda de l'université Harvard.

## Œuvre

### Littérature
En 2014, Pablo Daniel Magee publie son premier ouvrage, L'eau chante au Lapacho, en édition bilingue français / espagnol aux Éditions Lapachos, sous le pseudonyme de Balth. Il s'agit d'un ouvrage reportage portant sur l'Orchestre H20, Sonidos de la Tierra (Sons de la Terre) du chef d'orchestre paraguayen Luis Szarán. L'orchestre H20 est composé de jeunes musiciens interprétant leur répertoire sur des instruments entièrement fabriqués à partir de déchets. À travers la musique, ils se battent pour faire passer le message de la nécessité de préserver l'eau potable dans le monde. L'ouvrage raconte l'histoire des jeunes musiciens depuis leurs villages respectifs de la banlieue d'Asunción du Paraguay jusqu'aux tapis rouges des American Music Awards, et en première partie d'artistes tels que Will.i.am du groupe The Black Eyed Peas, ou encore Jack Johnson. L'événement de lancement du livre, qui a lieu à Lausanne, est présenté par la Première Dame Friedrun Burkhalter et Hilde Schwab, fondatrice du Forum économique mondial avec son époux Klaus Schwab, qui soutiennent l'initiative écologique du chef d'orchestre paraguayen.
En 2020, Magee publie en son nom propre Opération Condor, un homme face à la terreur en Amérique latine, aux éditions Saint-Simon, roman non fictionnel gravitant autour de la vie du défenseur paraguayen des droits de l’homme Martin Almada, aussi connu comme “le chasseur de Condor”, ce dernier ayant découvert les Archives de la terreur de l’opération Condor en 1992. Héros malgré lui, Almada est détenu durant la dictature du Général Alfredo Stroessner, pour crime de terrorisme intellectuel. Après mille jours de tortures et de grèves de la faim, il s’échappera pour le Panama puis Paris, où il travaille à l’UNESCO avant de rentrer dans son pays pour faire cette découverte historique que sont les archives de la dictature du Paraguay. Opération Condor est préfacé par le cinéaste Costa-Gavras, président de la Cinémathèque française et réalisateur des films Missing et État de siège, abordant la problématique des dictatures sud-américaines. La couverture du livre est illustrée par la photographie d'un condor prise par le portraitiste argentin de la vie sauvage Eliseo Miciu.
Autant que pour sa rigueur historique, l’ouvrage de Pablo Daniel Magee est salué pour son style littéraire. Dans le magazine Marianne publié le 6 février 2021, le philosophe Robert Redeker écrit : « Le roman vrai de Pablo Daniel Magee, haletant comme un roman policier, attendrissant comme un roman d’amour, politique comme un roman d’espionnage, et instructif comme un roman historique, installe dans l’imaginaire européen un personnage digne de figurer au côté d’Antigone. » On y découvre également de nombreuses anecdotes, comme une journée inconnue de la vie du Che Guevara reconstituée par l'auteur avec l'aide du Dr Joel Filartiga, incarné par l'acteur Anthony Hopkins dans le biopic Un homme en guerre; l'origine paraguayenne du boa ayant mangé un éléphant du Petit Prince de Saint-Exupéry; ou encore les dérives culturelles de la dictature paraguayenne face à des figures telles que les acteurs Cantinflas et Charlie Chaplin. Le 25 mai 2021, Opération Condor entre à la Bibliothèque du Congrès des États-Unis. À la suite de la parution de l'ouvrage, le Dr Martín Almada est décoré de l'ordre national de la Légion d'honneur par le Président de la République française Emmanuel Macron le 6 décembre 2021.
Le troisième opus de Pablo Daniel Magee, Pundonoroso / Honorablissime, paru en 2021 dans le Cône Sud aux éditions Servilibro en édition bilingue français / espagnol et acclamé par la critique sud-américaine, suit le parcours de Martín Almada en faveur de la justice historique. L'ouvrage est préfacé par Agustín Nuñez, maître du théâtre sud-américain, qui décrit l'œuvre comme tenant “une place centrale dans le panthéon culturel latino-américain”. L'ouvrage est illustré par le peintre de fresques urbaines Oz Montanía.
L’auteur a rapporté avoir été victime de menaces continues contre sa vie durant son enquête et l’écriture des deux ouvrages qu’il a consacrés à la préservation de la mémoire de l'horreur des dictatures en Amérique latine.

### Ouvrages
- L'eau chante au Lapacho, Lausanne, Éditions Lapachos, 2014, 37 p. (ISBN 978-9-99532-884-9)
- Opération Condor, Paris, Saint-Simon, 2020, 378 p. (ISBN 978-2-37435-025-7)
- Pundonoroso/Honorablissime, Asunción, Servilibro, 2021, 117 p. (ISBN 978-99925-254-1-8)

### Cinéma
Entre 2005 et 2009, Magee travaille pour les Pinewood Studios dans l'équipe de production de plusieurs blockbusters américains parmi lesquels Sherlock Holmes de Guy Ritchie ou Les Voyages de Gulliver de Rob Letterman. À cette époque, il partage les plateaux de tournage avec les acteurs Anthony Hopkins, Benicio del Toro, Hugo Weaving, Emily Blunt, Jack Black, Jude Law, Rachel McAdams et Robert Downey Junior. Cette immersion dans le monde du cinéma nourrit sa passion pour l'office. Dans une interview télévisée, Magee a révélé qu'Anthony Hopkins lui a parlé de son interprétation du rôle du défenseur des droits de l'homme paraguayen Joel Filartiga lors de leur rencontre sur le tournage du film Wolfman de Joe Johnston, poussant Magee à étudier plus avant l'histoire de la dictature paraguayenne.
En 2009, Pablo Daniel Magee écrit et réalise le court-métrage Pass:on, pour Watch a Thought Productions. Il y met en scène huit artistes internationaux, quatre peintres et quatre musiciens, qui se livrent en direct à l'improvisation libre d'une fresque et d'un morceau musical original. Parmi les peintres, Magee dirige son père, l'artiste Patrice Stellest. Pour ce travail, Magee collabore également avec le musicien britannique John Altman, compositeur de musique pour les films Titanic, de James Cameron; James Bond: Goldeneye et Mourir peut attendre ou encore Monty Python : La Vie de Brian; compositeur pour Barry White, Michael Jackson, Prince ou Björk; et saxophoniste pour les musiciens Sting, Amy Winehouse, Bob Marley, Chet Baker et Jimi Hendrix, entre autres, comme il le raconte dans ses mémoires Hidden Man: My many musical lives.
En 2011, Magee co-écrit et co-réalise le court-métrage 3D, Stellest Genesis avec l'artiste Patrice Stellest et l'animateur français Romain Caudron. Pour cette œuvre, l'équipe collabore avec le DJ new-yorkais Moby, qui en compose la musique.
En 2018, Magee collabore avec le réalisateur canadien Jorge Diaz de Bedoya pour l'élaboration du scénario du long métrage El Supremo Manuscrito, qui plonge les spectateurs dans l'univers corrompu du Paraguay contemporain, à la recherche du dernier manuscrit de l'écrivain Augusto Roa Bastos, dérobé par des trafiquants d'art.

### Théâtre
En 2022, Pablo Daniel Magee écrit et met en scène la pièce de théâtre Pundonoroso, produite avec le soutien d'Amnesty International, qu’il présente à l’Arlequín Teatro de l’Assomption. La troupe regroupe certains des plus grands noms du théâtre sud-américain tels que Héctor Silva, Silvio Rodas, Ronald von Knobloch, Ariel Galeano, Juan-Carlos Moreno, Roberto Cardozo et l’épouse de Magee, la comédienne et avocate activiste pour les Droits de l’Homme, Romy Fischer. Magee demande également à son père, l’artiste Patrice Stellest, de dessiner les masques portés par les comédiens. La pièce est mise en musique par le compositeur Ariel Burgos, contrebassiste de l’Orchestre symphonique national. Dans la pièce, un personnage inspiré de l’avocat et professeur Martin Almada descend aux enfers de la Divine Comédie de Dante Alighieri pour exiger que le dictateur paraguayen Alfredo Stroessner soit jugé sur Terre. Cependant, une figure luciférienne surgit afin d’exiger de Martin qu’il défende lui-même le dictateur lors du procès. La pièce illustre ledit procès, mené par un Martin torturé entre sa haine pour le tortionnaire de sa nation et son pacte avec le diable.
En tant que membre du Collège de Pataphysique, Magee a fait état du fait que la trame s’inspire de cette philosophie littéraire, déconstruisant la dictature paraguayenne pour la reconstruire dans un univers insolite. L’auteur parle aussi de son lien avec l’inventeur de la psychomagie, l’artiste et cinéaste Alejandro Jodorowsky, source de son inspiration de confronter le peuple paraguayen à sa douleur pour évoquer la possibilité du pardon. À la suite de la pièce, l'intellectuel Benjamín Fernández Bogado écrit une critique de la pièce dans le journal El Independiente, argumentant le caractère fondamental de la pièce pour l'histoire nationale. Le critique Sergio Ferreira, quant à lui, souligne le poids historique de la pièce et son originalité.
En Octobre 2022, la pièce Pundonoroso est déclarée d’intérêt public par la résolution 806/2022 du ministère de la Culture paraguayen.

### Musique
Entre 2008 et 2011, Pablo Daniel Magee rejoint ponctuellement l'équipe de production du festival de Jazz à Vienne. Mélomane passionné, il fait alors plusieurs rencontres fondamentales pour son univers musical, notamment avec Raul Midon, Chucho Valdes, Marcus Miller, Paco de Lucia, Herbie Hancock, MC Solaar et bien d'autres. Il cite d'ailleurs deux chansons de Claude MC Solaar dans l'ouvrage Opération Condor. Il rencontre et commence également une correspondance avec Richard Corsello, ingénieur du son de Sonny Rollins.
Compositeur et interprète, Magee sort l'album Universtatile pour le label Watch a thought en 2013 sous le nom Pablo Magic. L'album est enregistré par l'ingénieur Robert Van Hove, qui a précédemment travaillé avec Ella Fitzgerald, Herbie Hancock, John Lee Hooker ou encore Francis Cabrel. Pour cet album et notamment la chanson Remember Petalesharo, Magee collabore avec le percussionniste français Xavier Desandre Navarre. À travers ce titre, Magee a rapporté vouloir explorer ses racines amérindiennes. Neveu de l'avocat et écrivain Walter R. Echo-Hawk, et du comédien David Echo-Hawk connu pour son rôle de chef de la tribu Osages dans le film de Martin Scorsese, Killers of the Flower Moon où il apparaît aux côtés de Robert de Niro et Leonardo DiCaprio, Magee appartient en effet à la tribu des Pawnees, d'Oklahoma. La chanson Remember Petalesharo est ainsi basée sur la visite du chef amérindien Petalesharo à Washington en 1821 à l'invitation du président des États-Unis James Monroe, et du discours donné par le chef Petalesharo à la Maison-Blanche à cette occasion. Sur l'album Universatile, Magee est aussi accompagné par le guitariste et compositeur Romain Simeray, qui fait les arrangements des morceaux de l'album.
Pablo Daniel Magee joue sur une guitare Paisley Engraved Stainless Steel SteelCaster baptisée “La Bacio”, du lutier James Trussart, que ce dernier lui envoie après la sortie de l'ouvrage Opération Condor. Les deux artistes se sont rencontrés et liés d'amitié à Cuba, lors du concert Havana Moon des Rolling Stones, le 25 mars 2016. Magee écrivait alors un article sur l'évènement et Trussart assurait le bon fonctionnement de ses guitares, jouées par Mick Jagger et Keith Richards. Magee fait mention de cette rencontre dans une chronique intitulée Havana Moon Syndrome, publiée dans le journal El Independiente en 2022.

## Engagements
En 2014, Pablo Daniel Magee s'engage auprès de l'organisation indigène LINAJE (Liga Nativa por la Autonomía, Justicia y Ética), en enseignant le journalisme à de jeunes étudiants de la tribu Aché Guayaki du Paraguay, leur permettant ainsi de documenter la violation de leurs terres ancestrales par les industriels du bois et du soja. En 2018, il milite avec l'organisation Amnesty international pour la liberté de la presse dans le monde. En 2019, il est nommé Ambassadeur pour l'Alphabétisation par la Fondation Celestina, cautionnée par l'UNESCO. Il s'engage également auprès du Conseil National français du Mouvement de la Paix, notamment en faveur du désarmement et l’élimination des armes nucléaires, la diminution des budgets militaires et la reconversion des industries militaires dans les énergies renouvelables. Il honore cet engagement en donnant des conférences et cours sur les droits de l'Homme à divers corps d'armée, comme c'est le cas au Paraguay auprès du Commando des instituts d'enseignement aéronautique en décembre 2022, pour le chef d'État-Major des armées, ses généraux et leurs attachés. En 2020, il rejoint Reporters sans frontières et en 2021, il intègre l'Internationale Progressiste auprès de l'intellectuel américain Noam Chomsky. À travers son œuvre, Pablo Daniel Magee démontre un attachement profond pour les droits de l'homme et de la Terre, que ce soit avec l'ouvrage Opération Condor ou la pièce de théâtre Phanfaranonnes, dans laquelle il met en scène un couple de la communauté LGBTQIA+.

## Généalogie
Le 2 août 2015, le journal Le Figaro publie une photographie de Pablo Daniel Magee arrivant en compagnie de Stavros Niarchos (petit-fils de l'armateur grec Stavros Niarchos) et du prince Antonius von Fürstemberg au mariage religieux de Beatrice Borromeo avec Pierre Casiraghi, fils cadet de la Princesse Caroline de Monaco et Stefano Casiraghi. Sont également présents à Stresa, en Italie, des représentants de la couronne de Norvège, le comédien Gad Elmaleh ou l'explorateur suisse Bertrand Piccard. La présence de l'écrivain à cette occasion dévoile un aspect moins connu de son histoire. Par sa lignée paternelle, Magee est en effet l’un des descendants de la dynastie militaire franco-suisse Stoffel, originaire du Château d'Arbon, dans le canton de Thurgovie. Le 4 mai 1831, son aïeul, le colonel Eugène Stoffel, est nommé chef de corps de la Légion étrangère. Officier suisse, baron d’Empire ayant servi Napoléon à la tête du bataillon Stoffel, le colonel Stoffel est ainsi le premier dirigeant de l'Histoire de la Légion étrangère, assisté par l'officier Francesco Zola, père de l'écrivain Émile Zola. En novembre 1831, sous les ordres du colonel Stoffel, sa conduite vaut à la Légion étrangère la reconnaissance officielle par le roi des Français, Louis-Philippe Ier, qui lui confère un drapeau propre et accorde au titre d'Empire du baron Stoffel sa reconnaissance par la nouvelle monarchie constitutionnelle française. Depuis les grandes guerres qui secouèrent l'Europe du XIXe siècle, la famille suisse (devenue française) de Magee est ainsi intrinsèquement liée à l'histoire militaire de France et à l'histoire des familles royales du continent, comme en témoigne l'importante correspondance du Baron Stoffel avec Charles Maurice de Talleyrand-Périgord. En 1861, le Baron Eugène Stoffel 4e du nom, polytechnicien, colonel et officier d'ordonnance de Napoléon III puis attaché militaire à l'ambassade de France à Berlin, connu pour ses hauts faits d'espionnage des forces militaires prussiennes et ses rapports visionnaires sur la guerre à venir entre la France et la Prusse, se tourne vers l'archéologie et dirige les fouilles relatives à la Bataille d'Alésia, mettant notamment au jour le campement de Jules César.
C'est dans le domaine du textile que s'illustre ensuite la famille du baron Eugène Stoffel, pour entrer, au début du XXe siècle, au panthéon des plus grands industriels d'Europe. Les Ateliers Stoffel développent, entre autres, les alliages de tissu et aluminium nécessaires à l’inventeur allemand Ferdinand von Zeppelin pour créer ses ballons dirigeables. La fortune familiale est alors grandement mise au service d’actions philanthropiques, artistiques et culturelles. Ainsi, en 1937, Max Stoffel coproduit-il le long métrage Gribouille, réalisé par Marc Allégret. Le film met en scène les comédiens Raimu, Bernard Blier et Michelle Morgan, qui y signe son septième film. Le long métrage est une adaptation française de la production américaine de Paramount Pictures, Celle qu'on accuse, protagonisant l'acteur Cary Grant. Son statut permet aussi à Max Stoffel d'apporter un appui logistique et diplomatique important au service des alliés durant la Seconde Guerre Mondiale, hébergeant notamment plusieurs fois le Président des États-Unis, Franklin Delano Roosevelt, lors de ses déplacements officiels à Paris. Stoffel est également un proche de Louis II et du roi de Thaïlande, Rama IX.

## Récompenses

### Cinéma
Stellest Genesis
- Best International Peace Short Award au Dubai Independent film festival 2022[56],[57]
- Best Music Video Award au Five Continents International Film Festival 2022
- Best Animated Film Gold Award aux Hollywood Gold Awards Film Festival 2022
- Best Music Video Gold Award aux Hollywood Gold Awards Film Festival 2022
- Best Music Video Award aux London Movie Awards 2022
- Honorable Mention Award dans la catégorie Meilleur Film d'Animation aux Los Angeles Film Awards 2022
- Best Short Animation Silver Award au Milan Gold Awards Film Festival 2022
- Honorable Mention Award dans la catégorie Meilleur court-métrage d'animation aux Paris Film Awards 2022
- Honorable Mention Award dans la catégorie Meilleure Bande Originale au South Film and Arts Academy Festival 2022
- Best Animation Short Film Audience Award au South Film and Arts Academy Festival 2022
- Best Short Animation Award au South Film and Arts Academy Festival 2022
- Honorable Mention Award dans la catégorie Meilleur Script dans un court-métrage au South Film and Arts Academy Festival 2022
- Best Sound and Music Award au Wildsound Writing and Film Festival - Toronto 2022
- Best Short Animation Award au Arthouse Festival of Beverly Hills 2022

PASS:ON
- Best Experimental Short Award au Five Continents International Film Festival 2022[58],[59]
- Nommé dans la catégorie Meilleur Réalisateur aux Los Angeles Film Awards 2022
- Honorable Mention Award dans la catégorie Meilleur Film Experimental aux Los Angeles Film Awards 2022
- Nommé dans la catégorie Meilleur Court-Métrage Expérimental au Hollywood International Golden Age Festival 2022
- Best Experimental Film Award au London Internation Short Film Festival 2022
- Nommé dans la catégorie Meilleur Film Expérimental aux London Movie Awards 2022
- Honorable Mention Award dans la catégorie Meilleur Film d'Art aux Los Angeles Experimental Forum Film Awards 2022
- Nommé dans la catégorie Meilleur Film Poétique au Sensei Film Festival de Tokyo 2022
- Best Experimental Short Award au Rio de Janeiro World Film Festival 2022
- Nommé dans la catégorie Meilleur Film Poétique au Lonely Wolf - London International Film Festival 2022
- Nommé dans la catégorie Best New Media au Lonely Wolf - London International Film Festival 2022
- Honorable Mention Award dans la catégorie Meilleur Film Experimental aux New York Movie Awards 2022
- Best Director aux New York Movie Awards 2022

### Théâtre
- Premier prix de Théâtre national Edda de los Ríos pour Pundonoroso, Meilleure Pièce de Théâtre 2022

- Nominations à Meilleure Œuvre Sociale, Meilleur Personnage Principal et Meilleur Second Rôle aux Récompenses Nationales de Théâtre 2023 pour Juicio a Stroessner[60].